# Heinrich Wilhelm von Gerstenberg

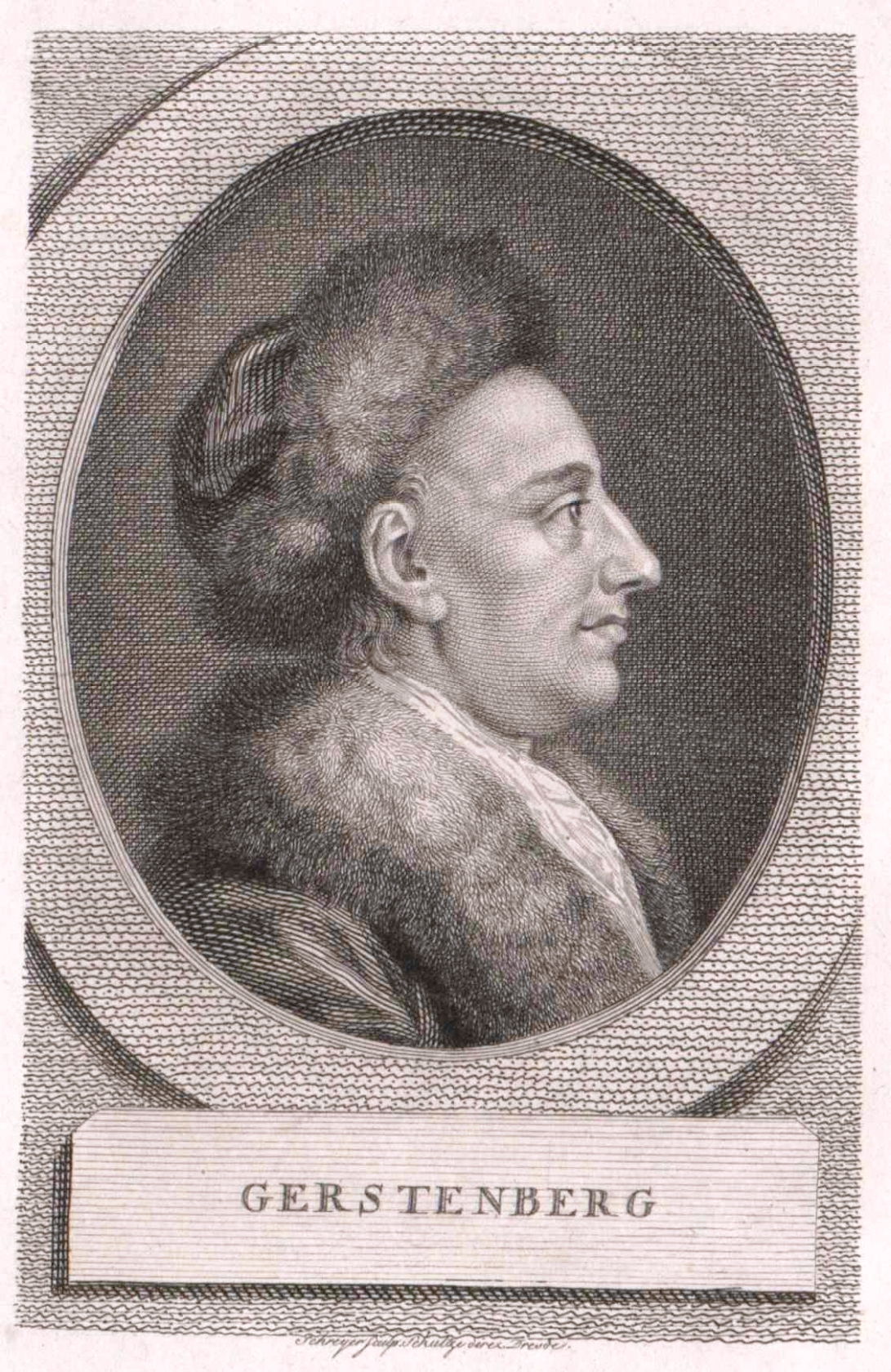
Heinrich W. von Gerstenberg

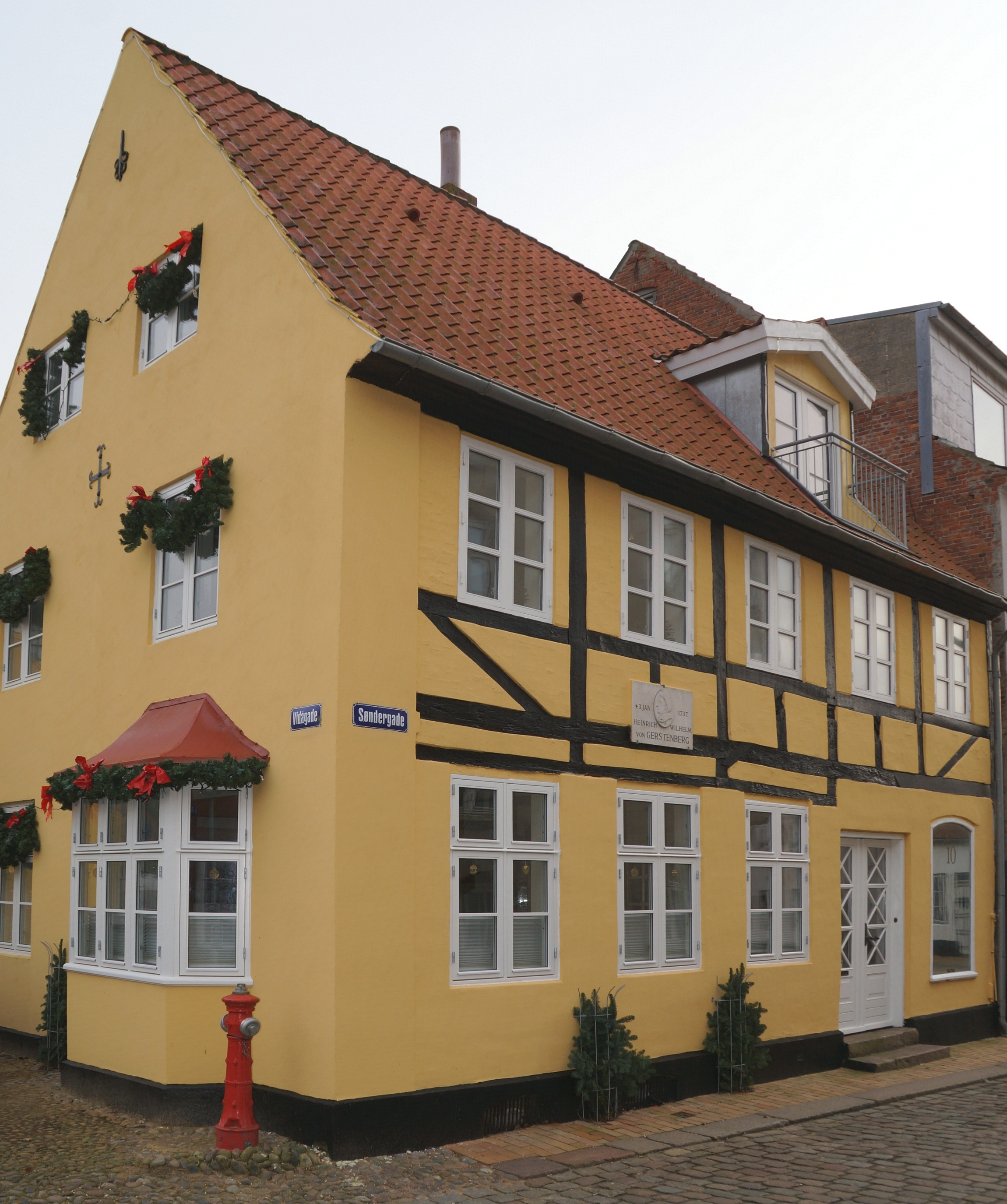
Geburtshaus H.W. von Gerstenberg in Tønder (Foto 2015)

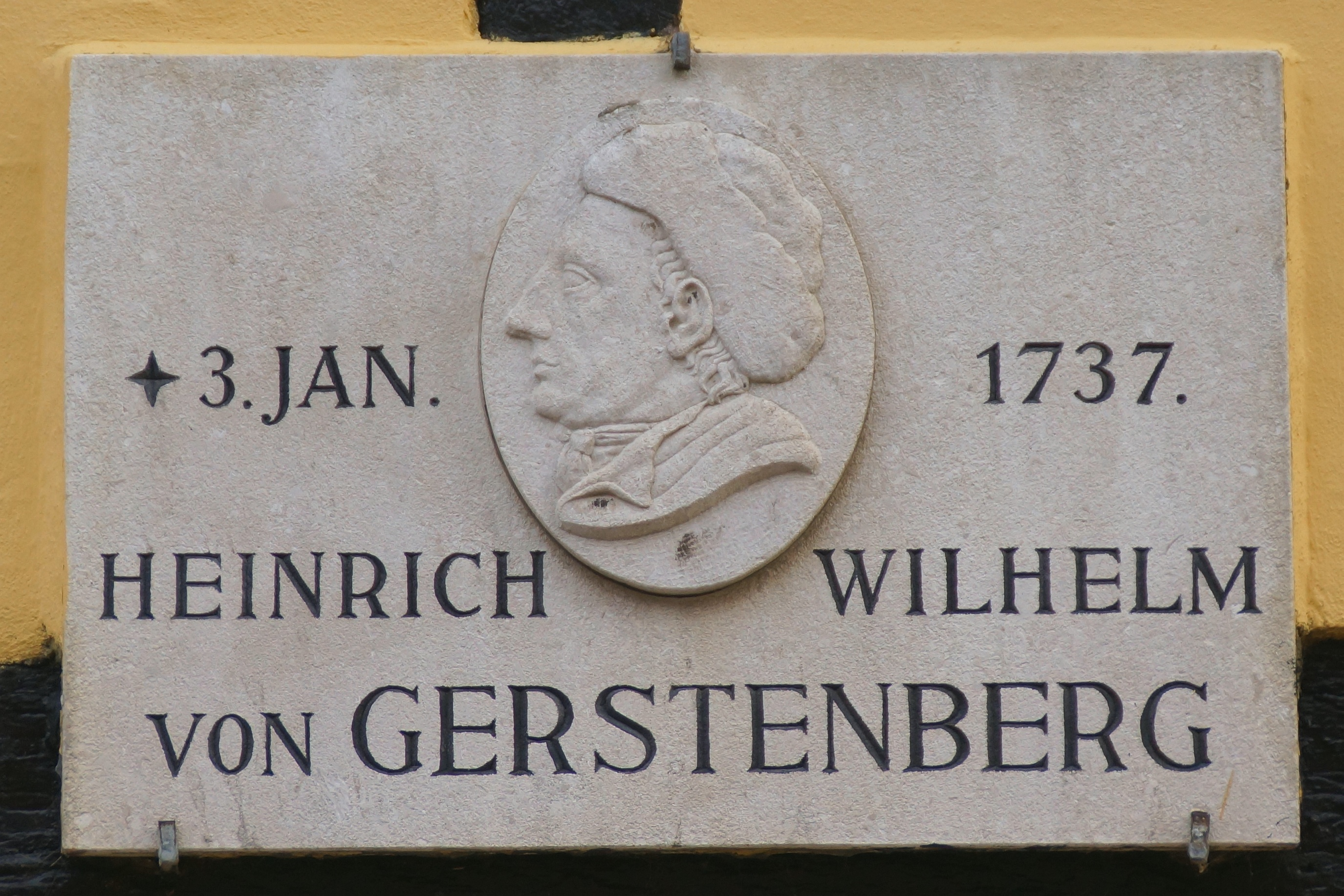
Wandtafel am Geburtshaus in Tønder (Foto 2015)

Heinrich Wilhelm von Gerstenberg (* 3. Januar 1737 in Tondern, Schleswig; † 1. November 1823 in Altona; Pseudonyme: Ohle Madsen, Zacharias Jernstrup, Irmenfried Wetstein) war ein deutscher Dichter und Kritiker, der lange in dänischen Diensten stand.

## Biographie

### Jugend, Studium in Jena, Militärzeit (1737–1765)
Gerstenberg wurde als Sohn eines Rittmeisters in dänischen Diensten geboren. Seinen ersten Schulbesuch absolvierte er in Husum, von da konnte er Anfang 1754 an das Christianeum in Altona wechseln, das damals im Herzogtum Holstein ebenso wie Husum den dänischen König als Landesherrn hatte. Seine ersten literarischen Versuche datieren von hier. Der Theologe und Rektor des Pädagogiums in Altona Gottfried Schütze begeisterte ihn für die altnordischen Mythen, davon zeugt Gerstenbergs Ode von der Freudigkeit der alten Celten zu sterben, die er 1754 im Pädagogium öffentlich rezitierte. Er studierte außerdem intensiv Fremdsprachen und deren Literatur. Lateinisch, Französisch, Dänisch, und Englisch zählten zu den Sprachen, deren Werke er im Original las. Auch Spanisch lernte er. Von den deutschen Dichtern verehrte er vor allem Friedrich von Hagedorn.
Ab 1757 folgte ein Studium der Rechte an der Universität Jena, welches er aber zwei Jahre später abbrach. In Jena wurde er noch im ersten Studienjahr Mitglied der Deutschen Gesellschaft, wo er bedeutende literarische Kontakte knüpfte.
Matthias Claudius, der zu dieser Zeit ebenfalls in Jena studierte, bewunderte ihn und wurde durch ihn ermutigt, selbst als Schriftsteller und Dichter tätig zu werden.
1760 trat Gerstenberg als Kornett in die dänische Armee ein und diente als Adjutant für zwei Jahre im Stab von Generalmajor Peter Elias von Gähler. Während dieser Zeit verfasste er unter dem Pseudonym Ohle Madsen ein Reiterhandbuch und übersetzte von Jean Baptiste d’Espagnac Versuch über den großen Krieg.
Gerstenberg debütierte mit seinen Tändeleyen (1759) im Stil der hallischen Anakreontik. Seine Kriegslieder (1762) brachten ihm bei Erscheinen von der Kritik großes Lob ein, sind allerdings heute nahezu vergessen.
Zusammen mit seinem Studienkollegen Jacob Friedrich Schmidt gab Gerstenberg ab 2. Januar 1762 nach dem Muster des englischen Tatler die holsteinische Wochenschrift Der Hypochondrist heraus. Als Gemeinschaftspseudonym wählten sie „Zacharias Jernstrup“ und wurden bei ihrer Arbeit durch Kleen, Loppnau und Oertling unterstützt. Nach nur 25 Nummern ging die Zeitschrift am 19. Juni 1762 in Konkurs. Gerstenberg versuchte 1771 erneut, sie ins Leben zu rufen; doch wiederum vergebens.

### Dänemark (1765–1775)
Im September 1763 verlobte sich Gerstenberg in Schleswig mit Margrethe Sophie Trochmann (1744 Schleswig–Eutin 1785), die er dann am 12. Juli 1765 auch heiratete. Mit ihr hatte er sieben Kinder. Bedingt durch den Tod von König Friedrich V. wurde die Armee umstrukturiert und Gerstenberg auf weniger als ein Viertel seines früheren Solds gesetzt.
Mit seiner Familie ließ sich Gerstenberg 1765 in Kopenhagen nieder. Dort wurde er schon bald im Salon des deutschen Diplomaten Johann Hartwig Ernst von Bernstorff ein gern gesehener Gast. Auch der Literatenkreis um Friedrich Gottlieb Klopstock nahm ihn freundlich auf. Gerstenbergs wichtigste Bekannte und Freunde aus diesen Jahren waren neben den bereits erwähnten Johann Andreas Cramer, Gottfried Benedict Funk, Balthasar Münter, Friedrich Gabriel Resewitz, Johann Heinrich Schlegel und Helfrich Peter Sturz. Mit Friedrich Gottlieb Klopstock war er ebenfalls befreundet.
Mit der Zeit bildete sich auch um Gerstenberg, der im Dorf Lyngby wohnte, ein kleiner Zirkel, welcher neben der Literatur auch der Hausmusik frönte. Dieses musikalische Interesse fand auch prägenden Eingang in sein theoretisches und schriftstellerisches Werk. Durch seine hochmusikalische Ehefrau tatkräftig unterstützt, konnte Gerstenberg 1767 seine Kantate Ariadne auf Naxos veröffentlichen. Seine Abhandlung über die Einrichtung des Italienischen Singgedichts zeugt von tiefem semiotischem Verständnis und kann als Ergänzung zu Lessings Laokoon gelesen werden. Während seiner Kopenhagener Zeit pflegte Gerstenberg einen ausgedehnten Briefwechsel u. a. mit Johann Gottfried Herder, Friedrich Nicolai und einigen Mitgliedern des Göttinger Hainbunds.
Zusammen mit Christian Fleischer und Peter Kleen gab er die sogenannte sorøske samling (1765), eine das entstehende dänische Nationalgefühl ansprechende Sammlung von kritischen Schriften, heraus.
In dieser für Gerstenberg glücklichsten Zeit seines Lebens entstanden auch seine wichtigsten Werke, zuerst das Gedicht eines Skalden (1766), sodann die Schleswiger Literaturbriefe (1766/67/70), in denen er unter anderem die altnordischen Dichtungen und die Dramen Shakespeares behandelte. Er entwickelte den Genie-Begriff und argumentierte gegen eine rationalistische, an Regeln orientierte Literaturkritik für eine solche, die das Verständnis eines Werks aus diesem selbst zu gewinnen sucht.
Mit seinen Literaturbriefen und der Tragödie Ugolino, die 1768 erschien und als sein dramatisches Hauptwerk gilt, bereitete Gerstenberg dem Sturm und Drang den Boden. Die Handlung des Dramas basiert auf der Leidensgeschichte des Ugolino della Gherardesca, der mit seinen Söhnen in einem Turm eingekerkert wurde und verhungerte. Den Stoff hatte Dante im XXXII. und XXXIII. Gesang des Inferno behandelt.
Während des Feldzugs gegen die Russen (1763) wurde er zum Rittmeister befördert und kam als solcher im Oktober 1767 zu „Eickstedts Dragonerregiment“ und schied dort im Januar 1771 aus der Armee aus. Durch die Verwaltung, der Minister Johann Friedrich Struensee vorstand, bekam Gerstenberg 1768 eine Anstellung als Abgeordneter bei der Deutschen Kammer und wurde als Beisitzer in die Commerzdeputation aufgenommen.

### Dänischer Konsul in Lübeck, Justizdirektor der Lotterie in Altona, letzte Jahre (1775–1823)
Bereits seit langem hoch verschuldet, konnte Gerstenberg auch durch seine letzten Anstellungen dieses nicht ändern. Erschwerend war dabei auch die Tatsache, dass ihn der Diplomat Bernsdorff und der Minister Ernst Heinrich von Schimmelmann für „… unzuverläßig in Geldsachen und arbeitsscheu“ hielten. Trotzdem berief man Gerstenberg 1775 zum dänischen Konsul in Lübeck.
1783 quittierte er diesen Dienst und zog sich mit seiner Familie nach Eutin zurück, wo zwei Jahre später seine Ehefrau nach längerer Krankheit starb. Anfang 1786 ließ sich Gerstenberg in Altona nieder und wurde dort 1789 mit Hilfe von Freunden wie Caspar Siegfried Gähler zum Justizdirektor des königlichen Lottos berufen und hatte dieses Amt bis zu seiner Pensionierung 1812 inne. 1796 verheiratete er sich wieder, mit Sophie Ophelia (Ofelia [Ottilie] Sofie) v. Stemann (1761–1852), der Tochter eines deutschen Kaufmann in London und Kastellchef in Altona, Henrik v. Stemann, und einer Engländerin, Sarah Hodgeson.
Während dieser Zeit beschäftigte er sich vermehrt mit der Philosophie Immanuel Kants und führte dazu einen regen Briefwechsel mit Friedrich Heinrich Jacobi, Charles de Villers und den Brüdern Christian und Friedrich Leopold zu Stolberg-Stolberg. Er veröffentlichte auch philosophische Schriften, so Zwei Kammern im Staat? oder Eine? (1792) und Die Kategorien entwickelt und erläutert (1795). Eine Vielzahl seiner philosophischen Arbeiten vernichtete er jedoch.
Gerstenberg lebte später sehr zurückgezogen und wurde beinahe vergessen. Eine gewisse öffentliche Anerkennung, die ihm in den letzten Jahren noch zuteilwurde (1808 auf Vermittlung Jacobis: auswärtiges Mitglied der bayerischen Akademie der Wissenschaften, 1815 Ehrendoktor der Universität Kiel), konnte nicht darüber hinwegtäuschen, dass man ihn literarisch, wenn überhaupt, nur noch als Relikt einer vergangenen Zeit wahrnahm. Auch die 1815/16 erschienene, von ihm selbst unternommene Ausgabe seiner vermischten Schriften fand kaum Beachtung. Gerstenberg starb am 1. November 1823 im Alter von 86 Jahren in Altona.

## Werke
- Tändeleyen. Leipzig 1759
- Prosaische Gedichte. Altona 1759
- Kriegslieder eines dänischen Grenadiers. Altona 1762
- Handbuch für einen Reuter. Altona 1763
- Samling af adskillige Skrifter til de skiønne Videnskabers og det danske Sprogs Opkomst og Fremtarv. Sorø/Kopenhagen 1765
- Gedichte eines Skalden. Kopenhagen 1766
- Ariadne auf Naxos. Kantate, Kopenhagen 1767
- Briefe über Merkwürdigkeiten der Litteratur. Schleswig 1766/70 (4 Bde.) Inhaltserschließung
- Ugolino. Ein Trauerspiel in fünf Aufzügen. Hamburg 1768 (anonym), Uraufführung am 22. Juni 1769 in Berlin. Digitalisat
- Minona. Hamburg 1785
- Vermischte Schriften. Altona 1815 (3 Bde.)
- Clarissa im Sarge. Kantate (unvollendet)
- Peleus. Oper (unvollendet)